# Ritápolis
Ritápolis este un oraș în Minas Gerais (MG), Brazilia.